# Причиненко Сергій Олексійович
Сергій Олексійович Причиненко (нар. 2 квітня 1960, Прилуки, Чернігівська область, УРСР, СРСР) — радянський, український  та німецький футболіст, півзахисник. Майстер спорту СРСР (1987).

## Кар'єра гравця
Розпочав дорослу кар'єру у чернігівській «Десні», в її складі провів два сезони у Другій лізі. У 1980 році перейшов у «Таврію», з якою того ж сезону вийшов з Першої ліги у Вищу. У 1981 році зіграв 24 матчі у Вищій лізі за сімферопольський клуб, однак «Таврія» не змогла втриматися на цьому рівні й опустилася спочатку до Першої ліги, а потім і в Другу. Сезон 1984 року футболіст провів у ЦСКА, зіграв 18 матчів і відзначився одним голом у Вищій лізі, потім повернувся в «Таврію». У 1985 і 1987 роках зі своїм клубом перемагав у зональному турнірі Другої ліги і ставав чемпіоном Української РСР. Всього за «Таврію» зіграв понад 290 матчів.
З 1989 року до завершення кар'єри у 2002 році виступав у нижчих лігах НДР та об'єднаної Німеччини за «Фалькензе-Фінкенкруг».

## Досягнення
- Перша ліга СРСР
  -  Чемпіон (1): 1980

- Чемпіонат УРСР
  -  Чемпіон (2): 1985, 1987

## Сім'я
Його син Денис, також професіональний футболіст, брат-близнюк Володимир протягом більшої частини кар'єри гравця виступав разом з Сергієм в одних і тих же клубах, племінники Сергій (виступав на любительському рівні, пізніше — боковий футбольний суддя) та Станіслав також стали футболістами.